# Cantone di Vézénobres
Il Cantone di Vézénobres era una divisione amministrativa dell'arrondissement di Alès.
A seguito della riforma approvata con decreto del 24 febbraio 2014, che ha avuto attuazione dopo le elezioni dipartimentali del 2015, è stato soppresso.

## Composizione
Comprendeva i comuni di:
- Brignon
- Brouzet-lès-Alès
- Castelnau-Valence
- Cruviers-Lascours
- Deaux
- Euzet
- Martignargues
- Monteils
- Ners
- Saint-Césaire-de-Gauzignan
- Saint-Étienne-de-l'Olm
- Saint-Hippolyte-de-Caton
- Saint-Jean-de-Ceyrargues
- Saint-Just-et-Vacquières
- Saint-Maurice-de-Cazevieille
- Seynes
- Vézénobres